# Hinode (Tokio)
Hinode (jap. 日の出町, Hinode-machi) ist eine kreisangehörige Stadt (machi) im Nishitama-gun („Kreis West-Tama“) der japanischen Präfektur Tokio. Durch die Gründung von kreisfreien Städten ist sie heute von den übrigen drei verbliebenen Gemeinden des Landkreises abgeschnitten.

## Geographie

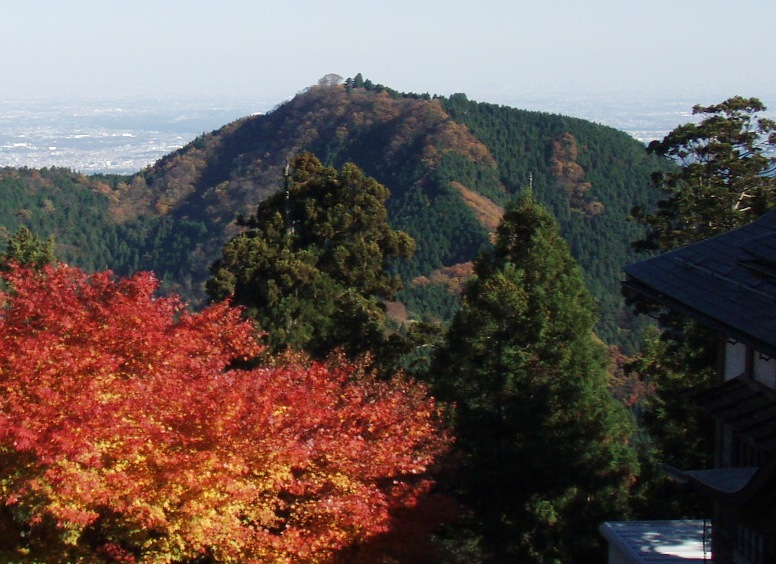
Der namensgebende Hinode-yama

Hinode liegt am Westrand der Kantō-Ebene im Taleinschnitt des Hirai-gawa in die Okutama-Berge. Der Großteil der Besiedlung und landwirtschaftlichen Nutzfläche konzentrieren sich auf ein kleines, ebenes Gebiet am Hirai-gawa im Südosten (das frühere Dorf Hirai) und die Täler von Hirai- und Ōguno-gawa (das ehemalige Dorf Ōguno) westlich davon. Der größere Nordwestteil des Gemeindegebiets besteht abgesehen von den Tälern und einigen kleineren Seitentälern vor allem aus Bergwäldern. Im Norden grenzt Hinode heute an die kreisfreie Stadt Ōme, im Süden an Akiruno.
Der Hirai-gawa entspringt im Westen der Gemeinde und verlässt sie im Südosten, er mündet nach 16,5 km auf dem Stadtgebiet von Akiruno in den Tama-gawa. Im Westen auf der Grenze zu Ōme liegt der 902 m hohe Gipfel des Hinode-yama.

## Geschichte
Die Gemeinde entstand 1955 als Hinode-mura, als Dorfgemeinde, durch den Zusammenschluss der bisherigen Dörfer Hirai-mura (平井村) und Ōguno-mura (大久野村). Zur Stadt wurde Hinode 1974.

## Wirtschaft
Neben der Land- und Forstwirtschaft sowie der Holzverarbeitung – Hinode gilt als landesweit führend bei der Herstellung von Särgen – siedelte sich die Zementindustrie in Hinode an, um die örtlichen Kalksteinvorkommen zu nutzen, jedoch wurde die Produktion in den letzten Jahrzehnten weitgehend an andere Standorte verlagert. Der Einzelhandelskonzern Æon eröffnete 2007 ein großes Einkaufszentrum in Hinode. Es liegt neben dem Industriegebiet Miyoshino, das die Gemeinde seit Ende der 1980er Jahre bei der künftigen Autobahnanschlussstelle plante.

## Verkehr
2002 wurde Hinode an das Autobahnnetz angeschlossen: Der Hinode interchange an der Shutoken chūō renraku jidōshadō (kurz ken’ō-dō, engl. Ken-O Expressway) liegt am Ostrand von Hinode. Einen eigenen Eisenbahnanschluss hat Hinode heute nicht, allerdings verläuft die Itsukaichi-Linie der JR Higashi-Nihon nicht weit südlich der Stadtgrenze durch das benachbarte Akiruno; zu Zeiten der Staatsbahn schloss eine kleine Nebenlinie Ōkuno an, der Personenverkehr auf dieser wurde aber schon 1971 eingestellt. Linienbusse der Nishi-Tōkyō Bus, einem Unternehmen der Keiō-Gruppe, fahren in Richtung Itsukaichi und Akigawa.

## Sehenswürdigkeiten

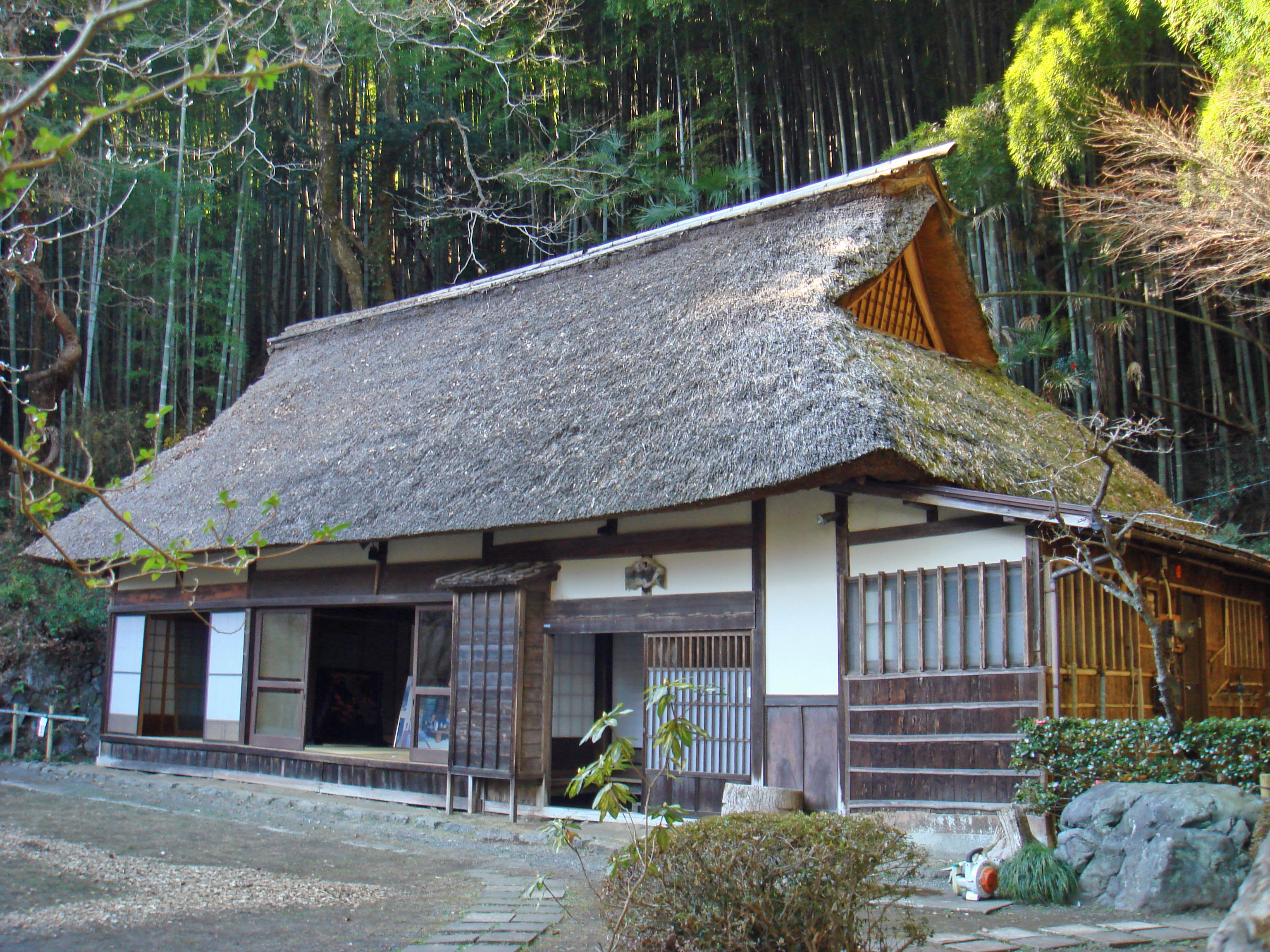
Seiundō (青雲堂), ein Gebäude des früheren Nakasone-Anwesens

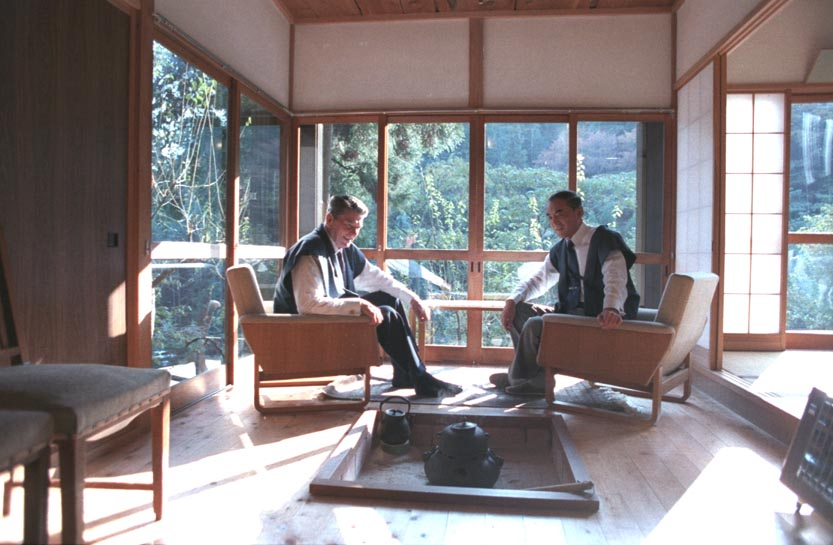
Nakasone und US-Präsident Ronald Reagan 1983 in Hinode

Mehrere Berg-/Wanderwege führen durch Hinode. Im Nordwesten unterhalb des Hinode-yama liegt eine heiße Quelle, die Mitsuzawa-tsurutsuru-Onsen.
Landesweit bekannt ist das Hinode-Bergferienhaus (Hinode sansō) des früheren Premierministers und LDP-Vorsitzenden Nakasone Yasuhiro, der hier auch Staatsgäste empfing. Das Anwesen oberhalb des Ōguno-Tals ist seit einigen Jahren gegen Eintritt für die Öffentlichkeit zugänglich.

## Öffentliche Einrichtungen
In Hinode gibt es drei Grundschulen und zwei Mittelschulen, die von der Stadt betrieben werden. Außerdem befindet sich in Hinode ein Nebencampus der privaten Ajia Daigaku („Asien-Universität“).
Hinohara gehört zum Polizeibezirk 9 der Tokioter Polizei, zuständig ist das Revier Itsukaichi in der Stadt Akiruno. In Hinohara gibt es mehrere ländliche Polizeihäuschen (chūzaisho). Seit 1974 gehört Hinohara zum Zuständigkeitsbereich der Feuerwehr Tokio, die inzwischen für fast die gesamte Präfektur verantwortlich ist. Die Feuerwache Akigawa in der Stadt Akiruno liegt nur etwa hundert Meter jenseits der Gemeindegrenze.